# Thalasso (film)
Pour l’article homonyme, voir Thalasso.
Pour plus de détails, voir Fiche technique et Distribution.
Thalasso est un film français réalisé par Guillaume Nicloux, sorti en 2019.

## Synopsis
Michel Houellebecq et Gérard Depardieu sont en cure dans un centre de thalassothérapie, à Cabourg. Ils tentent ensemble de survivre au régime de santé que l’établissement entend leur imposer. Mais des événements extraordinaires viennent perturber leur programme…

## Fiche technique
- Titre français : Thalasso[2]
- Titre de travail : C'est extra[3]
- Réalisation et scénario : Guillaume Nicloux
- Directeur de la photographie : Christophe Offenstein
- Son : Olivier Dô Huu et Fanny Weinzaepflen
- Montagee : Guy Lecorne
- Musique : Julien Doré
- Production : Sylvie Pialat et Benoît Quainon
- Société de production : Les Films du Worso
- SOFICA : Cofinova 15
- Société de distribution : Wild Bunch
- Pays d'origine : France
- Date de sortie : 21 août 2019

## Distribution
- Michel Houellebecq : lui-même
- Gérard Depardieu : lui-même
- Maxime Lefrançois : lui-même
- Mathieu Nicourt : lui-même
- Daria Panchenko : elle-même
- Luc Schwartz : lui-même
- Ginette Suchotzky : elle-même
- Dédé Suchotzky : lui-même
- Françoise Lebrun : elle-même
- Jade Roberts : le sosie de Sylvester Stallone
- Jacob Goldman : le cycliste américain

## Réception
Le film obtient une note moyenne de 2,9 sur 5 des critiques de la presse sur le site Allociné.